# Polskie platformy cyfrowe
W Polsce funkcjonują trzy platformy telewizji cyfrowej: Polsat Box, Canal+, Orange TV. Dodatkowo za pomocą satelity istnieje możliwość odbioru kanałów telewizyjnych na zasadzie doładowań lub przedpłaty – w systemie prepaid, za pomocą Canal+ telewizja na kartę, Telewizji na kartę HD i Smart HD+.

## Historia
Pierwszą polską telewizyjno-radiową satelitarną platformą była Wizja TV, która zainaugurowała swoją działalność 1 czerwca 1998 roku. Jej operatorem była amerykańska spółka At Entertainment (przejęta po krótkim czasie przez operatora telewizji kablowej UPC). W tym samym roku – 16 listopada 1998 – została uruchomiona druga polska platforma cyfrowa – Cyfra+, której operatorem był Canal+ Cyfrowy. Ponad rok później 5 grudnia 1999 Telewizja Polsat uruchomiła Polsat 2 Cyfrowy (obecnie Polsat Box). Z kolei 1 marca 2002 roku doszło do fuzji dwóch najstarszych platform w Polsce – Wizji TV z konkurencyjną platformą Cyfra+. Natomiast 12 października 2006 na polskim rynku pojawiła się kolejna platforma pod nazwą n. Jej operatorem był ITI Neovision. 27 października 2008 Telekomunikacja Polska zaoferowała swoją ofertę znaną dotąd z sieci IPTV – Neostradę TP z telewizją poprzez satelitę, która od 16 kwietnia 2012 r. funkcjonuje pod nazwą Orange TV. Natomiast 21 marca 2013 roku doszło do połączenia dwóch konkurencyjnych platform Cyfry+ i n, w wyniku którego powstała nowa platforma nc+. 4 grudnia 2017 roku Telewizja Polsat zakupiła sieć kablową Netia. 3 września 2019 roku nc+ zmieniła się w Canal+. Natomiast dwa lata później, 1 września 2021, Cyfrowy Polsat zmienił nazwę na Polsat Box.

## Oferowane usługi
Operatorzy satelitarni oferują swoim abonentom następujące usługi:
- Transmisja cyfrowa programów telewizyjnych i radiowych – usługę dostępu do programów telewizyjnych i radiowych, zgrupowanych w pakiety programowe o różnej zawartości, świadczą wszyscy operatorzy platform cyfrowych, zarówno w standardowej rozdzielczości (SDTV), jak i wysokiej rozdzielczości (HDTV) obrazu i dźwięku. Testowane są pierwsze pozycje w 3DTV.
- Dostęp do internetu – troje operatorów działających na polskim rynku świadczą usługi dostępu do internetu mobilnego.
- Telefonia – usługi telefonii komórkowej w swojej ofercie posiada dwoje operatorów.
- Kanały dla abonentów i serwisy interaktywne – oferowane przez każdą z platform.
- Odbiór naziemnej telewizji cyfrowej za pomocą set-top-boxa.
- Dostęp do wirtualnych wypożyczalni VOD oraz do programów nadawanych w systemie PPV.
- Multiroom – możliwość odbioru kanałów na kilku telewizorach w ramach jednego abonamentu.

## Liczba abonentów satelitarnych platform cyfrowych
Na polskim rynku płatnej telewizji funkcjonują 3 cyfrowe platformy satelitarne, które posiadają łącznie ok. 6,6 mln abonentów. Poniższa tabela przedstawia liczbę abonentów oraz udział w rynku poszczególnych satelitarnych platform cyfrowych na koniec 2018 roku.
| Nr | Nazwa satelitarnej platformy cyfrowej | Liczba abonentów | Udział w rynku |
| -- | ------------------------------------- | ---------------- | -------------- |
| 1  | Polsat Box                            | ‭3 938 564‬        | 59,31%         |
| 2  | Canal+                                | 2 194 000        | 33,04%         |
| 3  | Orange TV                             | 508 000          | 7,65%          |

## Oferty prepaid
Po raz pierwszy dostęp do oferty kanałów na zasadzie przedpłaty był w Polsce dostępny w latach 1995-1998 w ramach pakietu MultiChoice Kaleidoscope. W latach 2006–2013 dostępna była usługa prepaid Cyfra+ na kartę. Natomiast 3 października 2008 uruchomiono projekt ITI Neovision Telewizję na kartę, która wygasła 31 października 2016. 21 maja 2010 ruszyła Telewizja na kartę HD. Natomiast 1 czerwca 2011 r. kolejna oferta przedpłacowa n na kartę. Od 11 lipca 2012 dostępna jest oferta Smart HD, która od 23 maja 2013 funkcjonuje pod nazwą Smart HD+. Parę miesięcy później pojawiła się oferta nc+ telewizja na kartę.